# Clytia bakeri
Clytia bakeri är en nässeldjursart som beskrevs av Torrey 1904. Clytia bakeri ingår i släktet Clytia och familjen Campanulariidae. Inga underarter finns listade i Catalogue of Life.